# Hilaria annua
Hilaria annua là một loài thực vật có hoa trong họ Hòa thảo. Loài này được Reeder & C.Reeder mô tả khoa học đầu tiên năm 1988.